# Ulrich Rück
Ulrich Rück (* 18. Oktober 1882 in Nürnberg; † 6. November 1962 ebenda) war ein deutscher Musikinstrumentensammler, Chemiker und Klavierhändler.

## Leben
Ulrich Rück führte gemeinsam mit seinem Bruder Hans die vom Vater, Wilhelm Rück, um 1880 in Nürnberg gegründete Sammlung historischer Musikinstrumente fort. Er weitete sie vor allem in den 1930er Jahren erheblich aus. Kurz vor seinem Tod übereignete er die zu diesem Zeitpunkt rund 1500 Objekte zählende Sammlung dem Germanischen Nationalmuseum in Nürnberg. Sie war nach dem Zweiten Weltkrieg die letzte große und bedeutendste private Sammlung historischer Musikinstrumente in Europa. Ulrich Rück sah sich nicht zuletzt als Förderer einer Aufführungspraxis, die auf der Verwendung historischer Musikinstrumente beruhte. Er arbeitete mit Musikwissenschaftlern in ganz Europa zusammen und pflegte enge Kontakte zu Restauratoren, vor allem Otto Marx, der auch schon die Sammlung Heyer (Köln/Leipzig) betreute. Zu den wichtigsten Restaurierungsprojekten, die Rück organisierte, zählt die Spielbarmachung von Wolfgang Amadeus Mozarts Hammerflügel im Besitz der Internationalen Stiftung Mozarteum Salzburg im Jahre 1937. Aufschluss über die Sammlungsgeschichte und die Restaurierungsarbeiten geben Notizen, Fotos und die umfangreiche Korrespondenz im Nachlass Rücks, die im Archiv des Germanischen Nationalmuseums aufbewahrt werden.

## Veröffentlichungen
- Mozarts Hammerflügel erbaute Anton Walter, Wien. Technische Studien, Vergleiche und Beweise. In: Mozart-Jahrbuch 1955 (1956), S. 246–286